# Інтегральне перетворення Абеля
Інтегральне перетворення Абеля — перетворення, що часто використовується при аналізі сферично або циліндрично симетричних функцій. Названо на честь норвезького математика  Н. Г. Абеля. Для функції {\displaystyle f(r)} перетворення Абеля задається рівнянням:
{\displaystyle F(y)=2\int \limits _{y}^{\infty }{\frac {f(r)r\,dr}{\sqrt {r^{2}-y^{2}}}}.}
Якщо функція {\displaystyle f(r)} спадає з {\displaystyle r} швидше ніж {\displaystyle 1/r}, то можна обчислити зворотне перетворення Абеля:
{\displaystyle f(r)=-{\frac {1}{\pi }}\int \limits _{r}^{\infty }{\frac {dF}{dy}}\,{\frac {dy}{\sqrt {y^{2}-r^{2}}}}.}
В обробці зображень перетворення Абеля використовується для того, щоб отримати проєкцію симетричної, оптично-тонкої функції випускання на площину. Зворотне перетворення використовується для відновлення функції за її проєкцією (напр. фотографії).